# Oneidasamhället
Oneidasamhället (även kallade Perfektionister eller Bibliska kommunister) var en amerikansk sekt, stiftad i mitten av 1800-talet av John Humphrey Noyes (född 1811, död 1886).
Under sina teologiska studier hade Noyes kommit till den övertygelsen, att Kristi andra återkomst vore ett redan, strax efter Jerusalems förstörelse, fullbordat faktum. Härav drog han den praktiska konsekvensen, att de sant troende redan nu vore i besittning av den fullkomliga frälsning från synden och alla dess följder, som i Bibeln förbehålles för gudarikets fulländning, och att de därför vore upphöjda över all yttre lag och rättsordning.
I enlighet med dessa principer samlade han omkring sig ett samfund, som gjorde anspråk på att bestå av idel fullkomliga heliga och där den första apostoliska församlingens, av Noyes i radikalt kommunistisk anda tolkade ordning skulle förnyas. Sektens första uppehållsort var Putnam i staten Vermont, men 1847 fördrevs perfektionisterna därifrån och slog sig då ned i Oneida i staten New York, där sektens huvudförsamlmg sedan länge hade sitt säte.

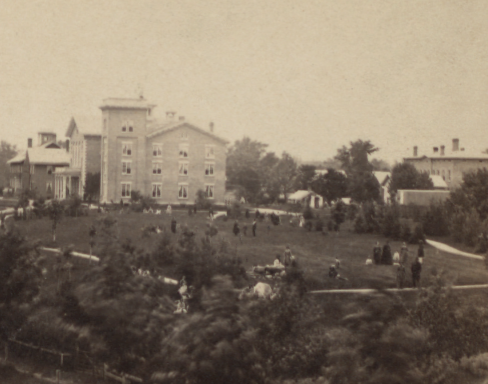
Oneidasamhället

Den här radikalt genomförda friheten, med full egendoms- och kvinnogemenskap förde snart till betänkliga missförhållanden; och de delvis troligen överdrivna ryktena härom framkallade en opinionsstorm, som småningom tvang Noyes till en genomgripande modifikation av samfundets organisation. En samtida observatör beskrev deras "sammansatta äktenskap" som "en enda familjekrets. Varje man blir varje kvinnas broder och make, varje kvinna varje mans syster och äkta maka." Det monogamiska äktenskapet infördes 1879, de enskildes förhållande till samfundet reglerades i fastare former, och samfundet fick nu snarast karaktären av ett slags kooperativ produktionsförening.
Samfundet lär vid sekelkiftet 1900 ha haft omkring 500 medlemmar och var då ägare till flera industriella företag o.d.